# Santa Cruz da Trapa
Santa Cruz da Trapa is een plaats (freguesia) in de Portugese gemeente São Pedro do Sul en telt 1389 inwoners (2001).